# Orbeasca
Orbeasca est une commune du județ de Teleorman en Roumanie.